# OGLE-TR-113
OGLE-TR-113はりゅうこつ座の方角にある、暗くて遠い16等級の恒星である。地球からは約1800光年離れており、天体の密集した領域に存在するため、目立たない。

## 惑星系
2002年、Optical Gravitational Lensing Experiment（OGLE）計画における小質量天体のトランジットを検出するOGLE-III掃天観測によって、惑星程度の大きさの天体が恒星前面を通過していることを示す、周期的な光度曲線の変化が検出され、太陽系外惑星の候補とされた。しかし、光度曲線だけでは、低質量の赤色矮星や褐色矮星も惑星と似ていて区別が付かないため、視線速度も測定し、天体の質量を計算したところ、2004年にこの天体は新しい太陽系外惑星OGLE-TR-113bであることが確認された。
| 名称 （恒星に近い順） | 質量           | 軌道長半径 （天文単位）   | 公転周期 (日) | 軌道離心率 | 軌道傾斜角         | 半径                   |
| --------------------- | -------------- | ------------------------- | ------------- | ---------- | ------------------ | ---------------------- |
| b                     | 1.26 ± 0.16 MJ | 0.02289 +0.00016 −0.00015 | 1.4324752     | 0          | 87.80 +1.60 −0.62° | 1.093 +0.028 −0.019 RJ |